# Breistroff-la-Petite
Pour l’article homonyme, voir Breistroff-la-Grande.
Breistroff-la-Petite est une ancienne commune française du département de la Moselle, elle est rattachée à la commune d'Oudrenne depuis 1810.

## Géographie
Située à 14 km à l'Est de Thionville et à 3 km au Sud-Ouest d'Oudrenne, la localité de Breistroff-la-Petite est traversée par la route D255B. Elle se trouve dans le pays de Thionville, dans une vallée latérale de la Canner.

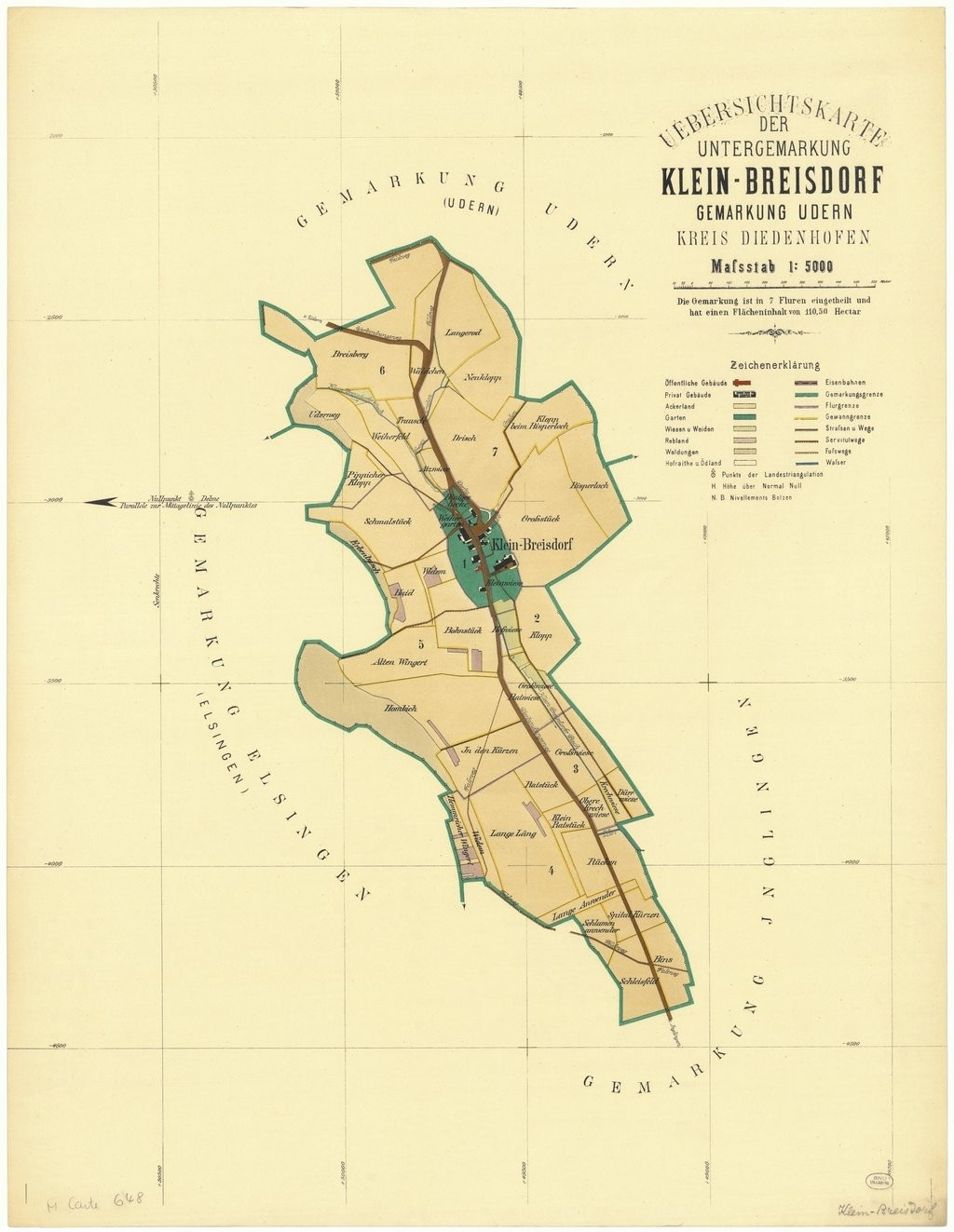
Carte cadastrale de Breistroff-la-Petite en 1893.

## Toponymie
- Mentions anciennes : Brunistorf en 932[1], Brunistorf et Bruniggertorph au XIe siècle[2], Beistroff en 1756[2], Breistroff la Petite en 1793[3], Breistroff (Petite) en 1801[3], Petite-Breistroff en 1818[4], Breistroff-Petite en 1873[5].
- En allemand : Breistroff bei Oudern[2], Klein-Breisdorf (1871-1918 & 1940-44).
- En francique lorrain : Kleng-Breischtrëf[1],[6], Kleng-Breischdrëf et Kleng-Breeschtrëf.
- Concernant la mention Brunistorf, qui est la plus ancienne connue, Brun- signifie « source » et -torf signifie « village »[1].

## Histoire
Cet endroit est mentionné pour la première fois en 932 sous le nom de Brunistorf, lors de la création de la paroisse d'Oudrenne.
L'ancienne juridiction seigneuriale de Breistroff-la-Petite se partageait entre la prévôté de Kœnigsmacher et la seigneurie de Busbach, cette localité faisait également partie de la paroisse d'Oudrenne dans le diocèse de Trèves.
Cet endroit était un village avant la guerre de Trente Ans, durant laquelle il a été presque entierement détruit ; par la suite Breistroff-la-Petite est devenu un hameau et recommença à prospérer à partir de 1826, date à laquelle une chapelle fut construite ainsi que plusieurs maisons,.
La commune de Breistroff-la-Petite est réunie à celle d'Oudrenne par décret du 9 février 1810.
Au début de la Seconde Guerre mondiale, une famille de Breistroff-la-Petite est évacuée dans une ferme de la Vienne.

## Démographie
| 1793 | 1800 | 1806 |
| ---- | ---- | ---- |
| 75   | 53   | 59   |

En 1817, il y a 69 habitants répartis dans 19 maisons et en 1844, la population est de 118 personnes réparties dans 24 maisons.

## Économie
En 1817, le territoire productif de Breistroff-la-Petite est de 98 hectares dont 16 en bois. En 1844, il y a dans cette localité un territoire productif de 86 hectares de terres labourables, 8 hectares de prés et 5 hectares 55 ares de bois.

## Culture locale et patrimoine

### Lieux et monuments
- Massif du Schafbusch (Schoofsbësch en francique lorrain).
- Chapelle Saint-Erasme, construite en 1826 à la place d’une chapelle détruite.

### Linguistique
Dans le Sud de la région de Thionville, les diphtongues sont peu nombreuses dans les dialectes locaux, et plus on va vers le Nord plus il y a de diphtongues. Concernant le dialecte de Breistroff-la-Petite, il a des différences notables avec le dialecte d'Oudrenne. À titre d'exemple, on dit à Breistroff-la-Petite : brudder (frère), hutt (chapeau), ku (vache), bodem (le sol), feder (plume) et nos (nez) ; alors qu'à Oudrenne on dit : brouder, hout, kou, buedem, fieder et nues.
À Inglange, Hastroff, Breistroff-la-Petite et Buding, on parle exactement le même dialecte francique. Ce dialecte a deux diphtongues : [au] et [ai], toutes les autres diphtongues du luxembourgeois standard correspondent à des voyelles brèves ou longues (selon les cas) dans ce dialecte local. Cependant, il y a quelques mots pour lesquels les voyelles et les diphtongues sont les mêmes localement et en luxembourgeois standard, cela concerne les voyelles [u], [i], [a] et la diphtongue [ao].
Les autres spécificités du dialecte parlé à Inglange, Hastroff, Breistroff-la-Petite et Buding sont les suivantes : un [ch] placé avant un [t] disparait de la prononciation, la consonne finale [n] disparait dans les participes passés, la lettre [r] est vocalisée quand c'est la dernière lettre d'un mot et quand elle est située après une voyelle longue, cette même lettre [r] est prononcée dans la gorge après une voyelle brève et après une consonne, de nombreux datifs pluriels prennent la finale [en] et le pluriel [en] se réduit parfois à [n].

### Sobriquet
Les habitants de Breistroff-la-Petite étaient surnommés : Breischtrëfer Breisäck (les sacs de bouillie de Breistroff) ; c'est la consommation de ce plat, élevée peut-être, qui a donné au gens de Petite-Breistroff ce surnom.